# Sint-Walburgakerk (Veurne)
De Sint-Walburgakerk is een gotisch kerkgebouw in de Belgische stad Veurne.

## Geschiedenis
De kerk is ontstaan uit een grafelijke burgkapel, gewijd aan Onze-Lieve-Vrouw. Wellicht in de 10e eeuw kreeg de kerk de relikwieën van Sint-Walburga, waardoor de naam omstreeks 1100 werd gewijzigd in Sint-Walburgakerk. Vermoedelijk via Diederik van de Elzas verwierf de kerk een reliek van het H. Kruis, wat de aanzet was tot de oprichting van een broederschap, die tot in de 20e eeuw actief was, en het houden van processies.
Aan de kerk was een kapittel verbonden met dertig kanunniken. In de 13e of 14e eeuw is de romaanse kerk verwoest door brand en weer opgebouwd in vroeggotische stijl. Een aanzet werd gegeven tot de bouw van de westertoren, maar deze is nooit voltooid. Hij werd een tijd gebruikt als opslagplaats voor buskruit en later omgebouwd tot regenwateropslag (citerne).
De kerk werd in het begin van de 20e eeuw voltooid met zijbeuken en een kort schip, naar plannen van architect Auguste Van Assche uit Gent.
's-Zomers worden op het orgel concerten gegeven. 

## Beschrijving

### Exterieur
De kerk heeft een kort schip en een in vergelijking lang koor van vijf traveeën (bedoeld voor de 30 kanunniken) met een vijfzijdige koorsluiting. Op de kruising staat een hoge, ranke dakruiter.

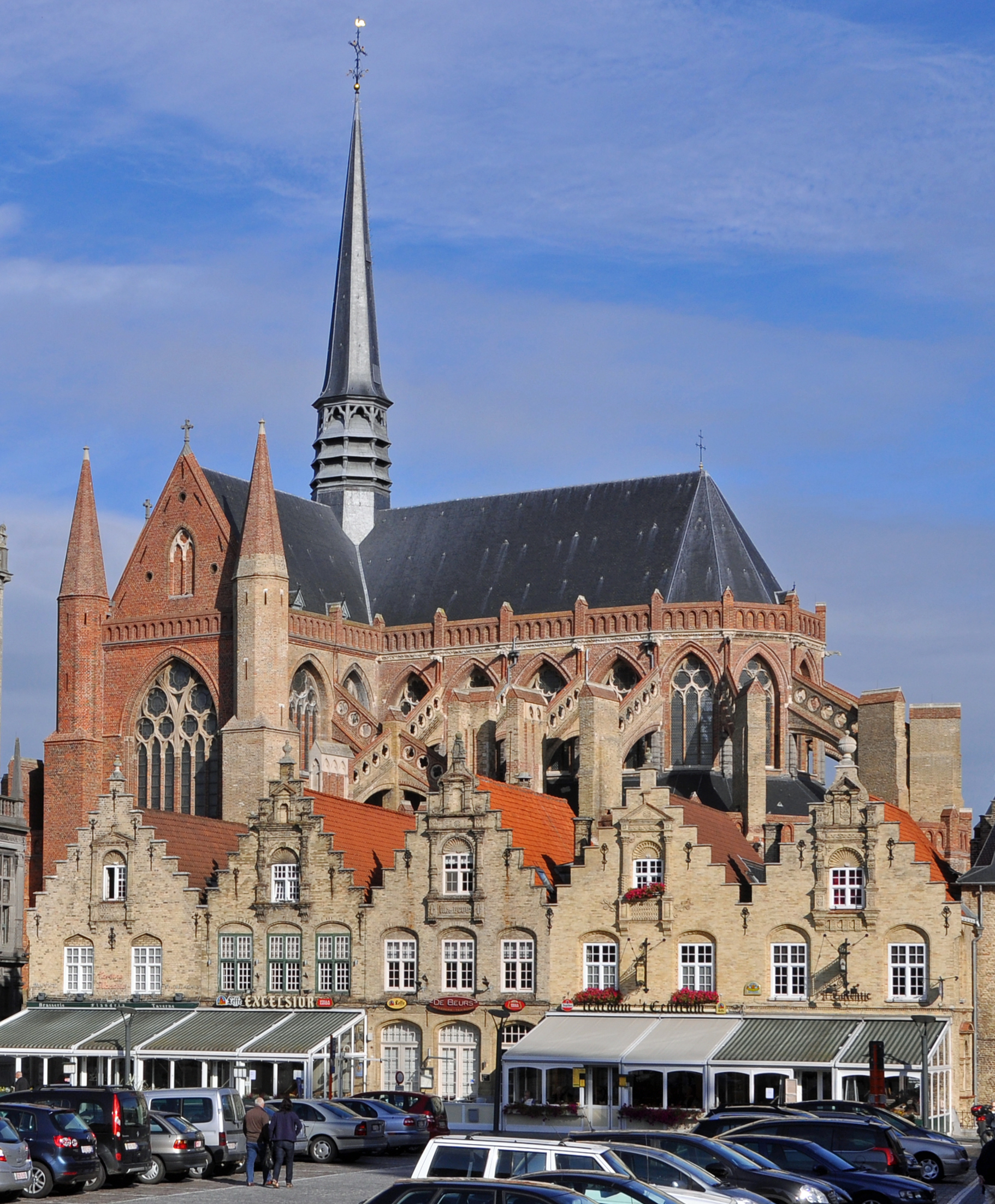
De kerk vanaf de Markt
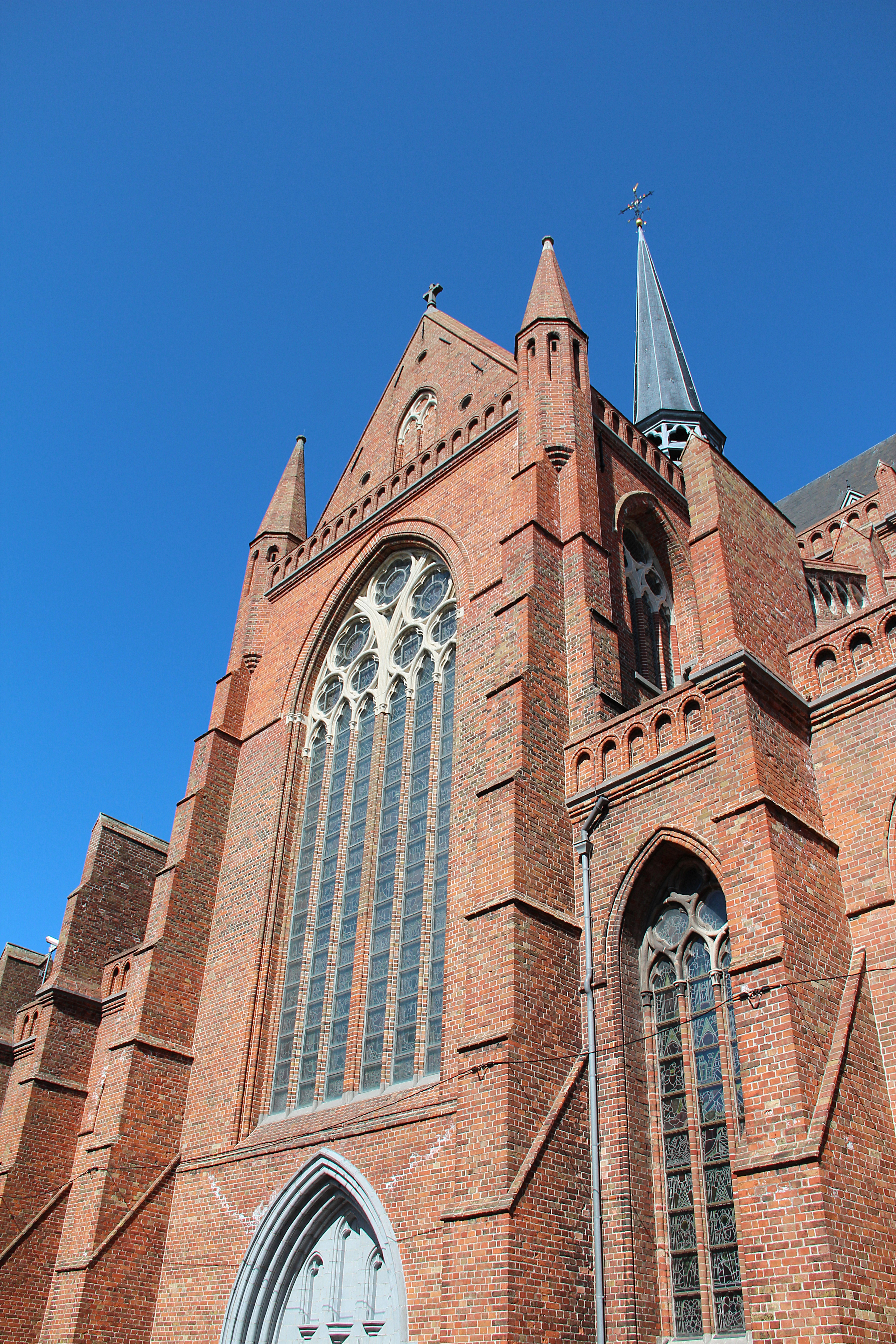
Westgevel
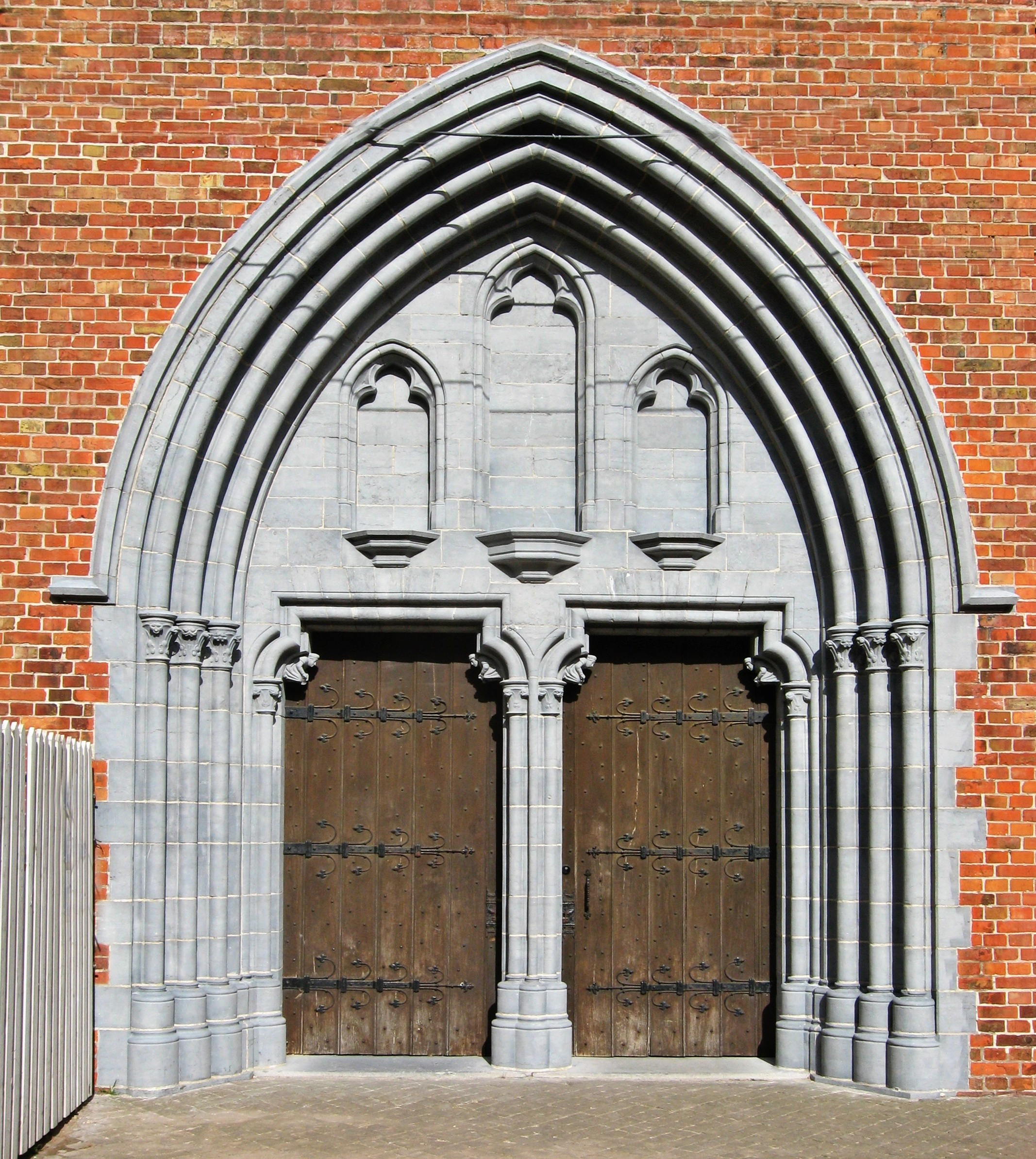
Westportaal
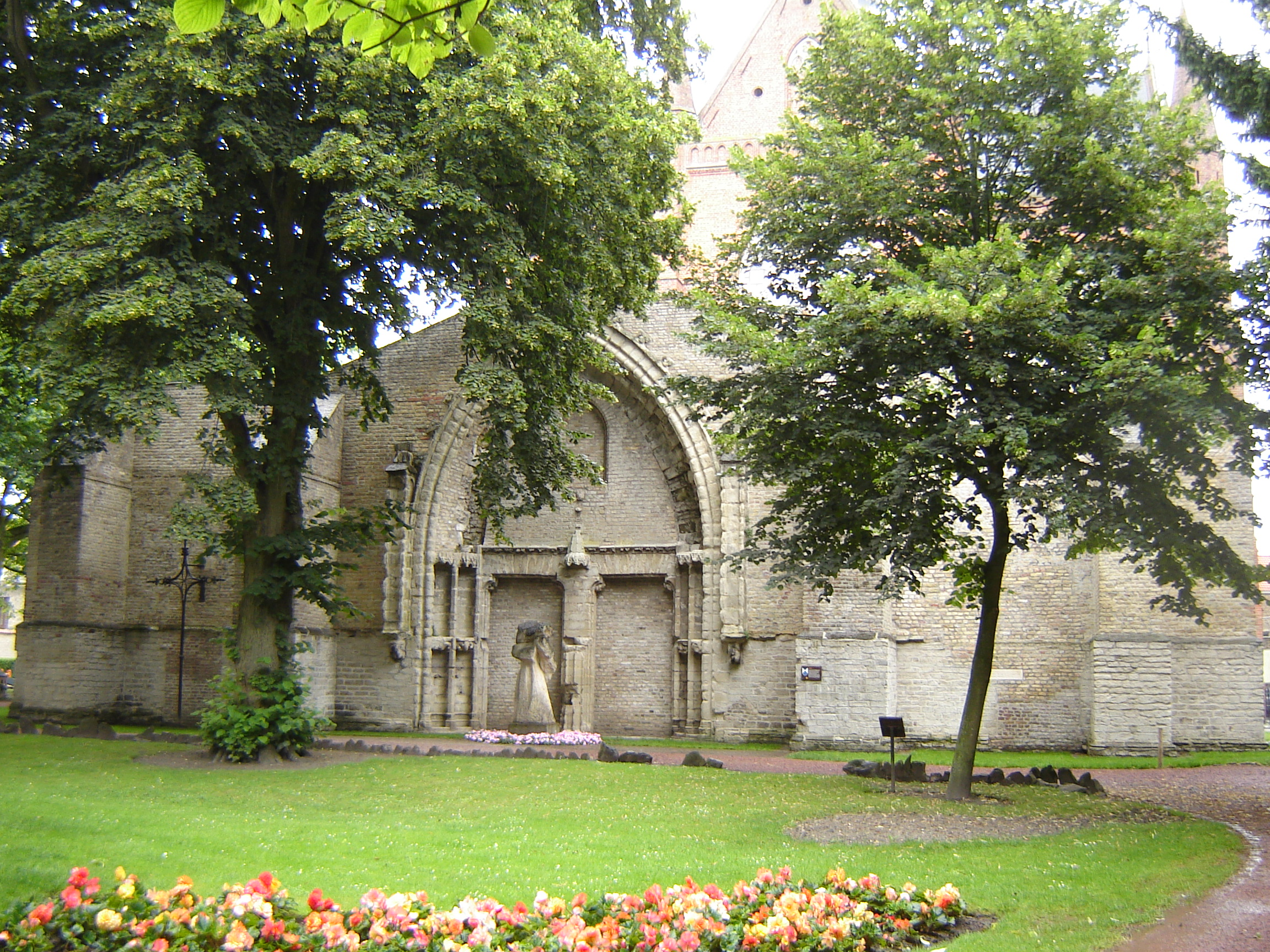
Onvoltooide toren

### Interieur
In het gotische interieur valt de kooromgang op.

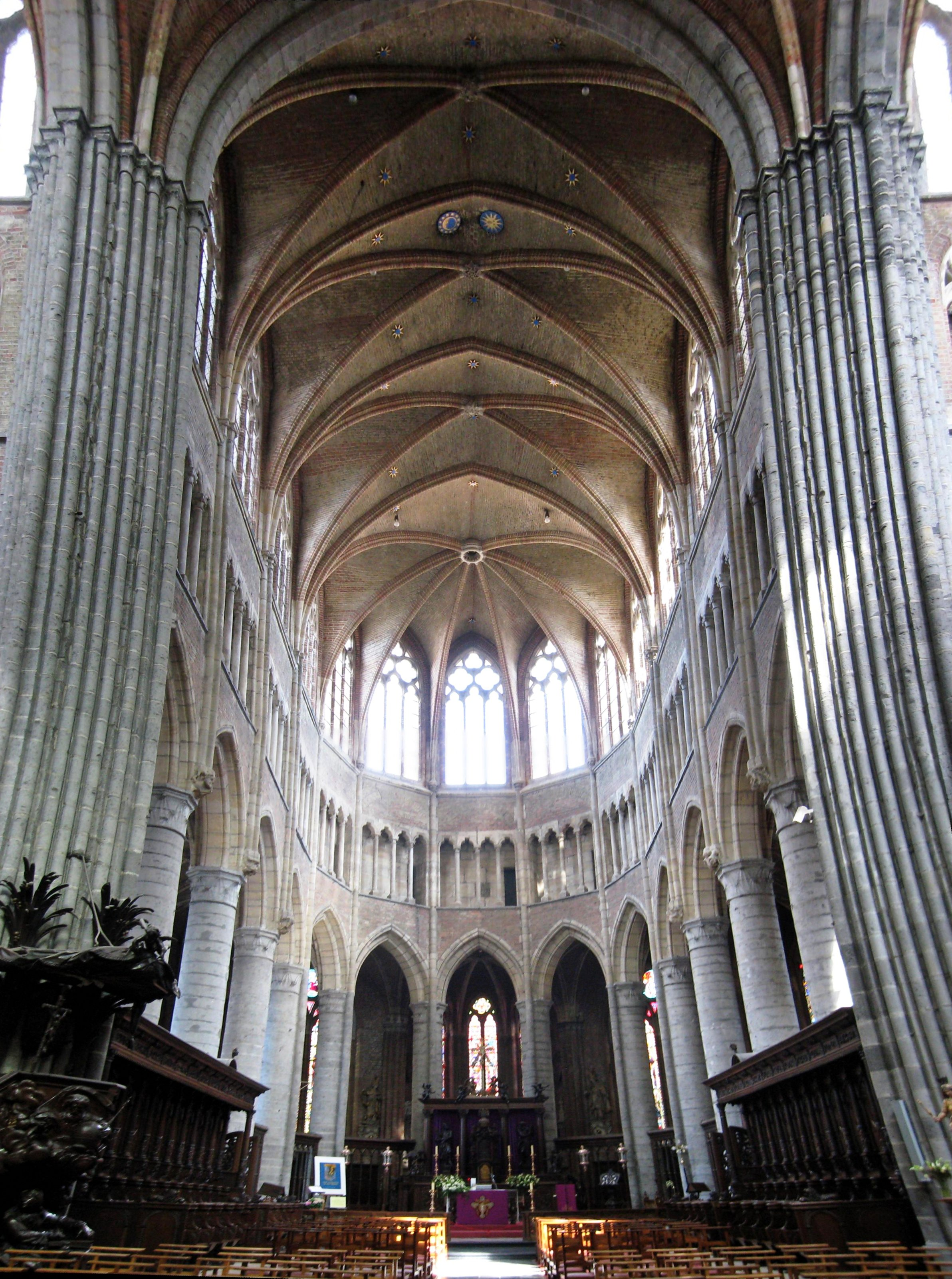
Zicht op het koor
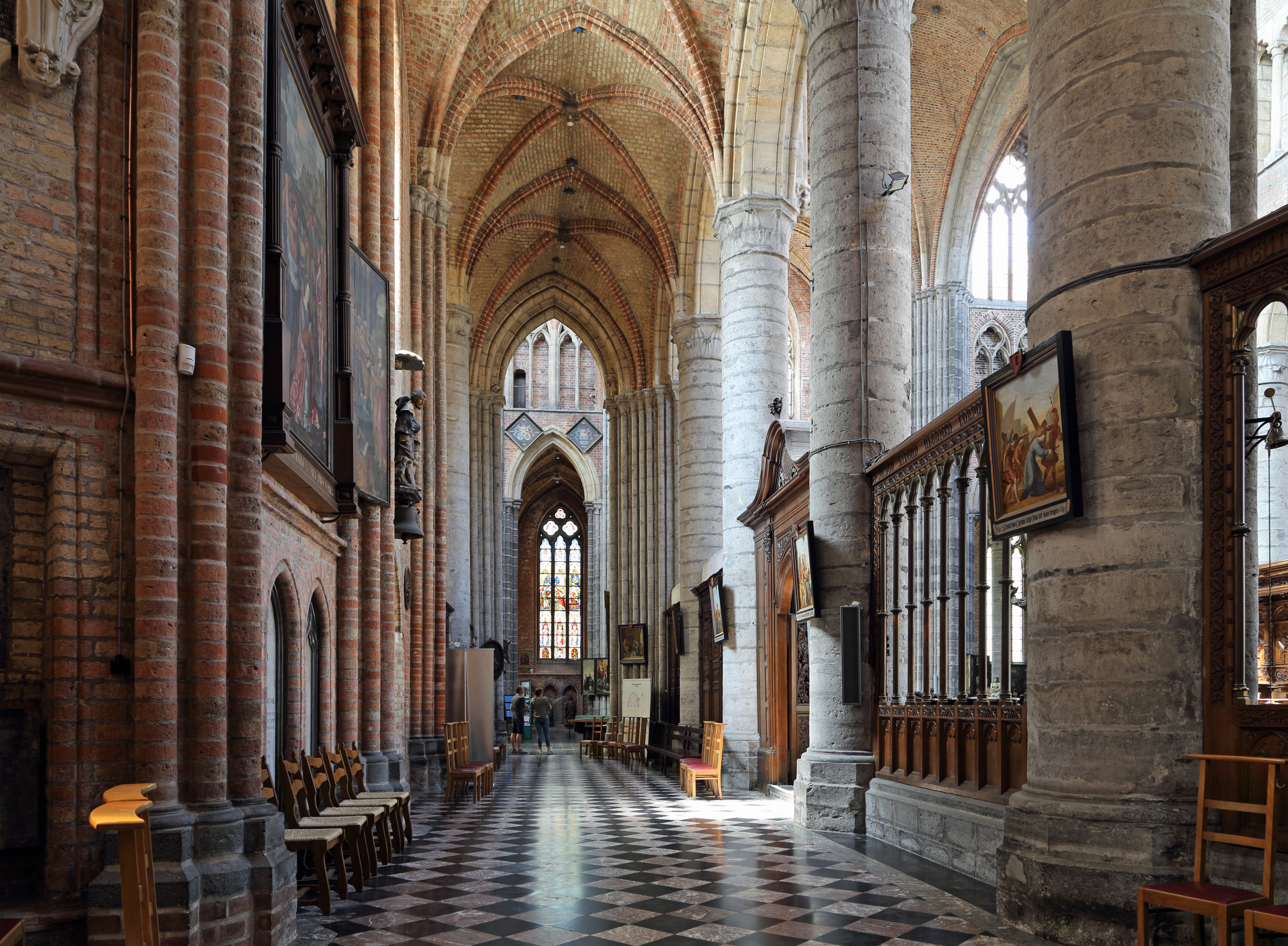
Rechter kooromgang
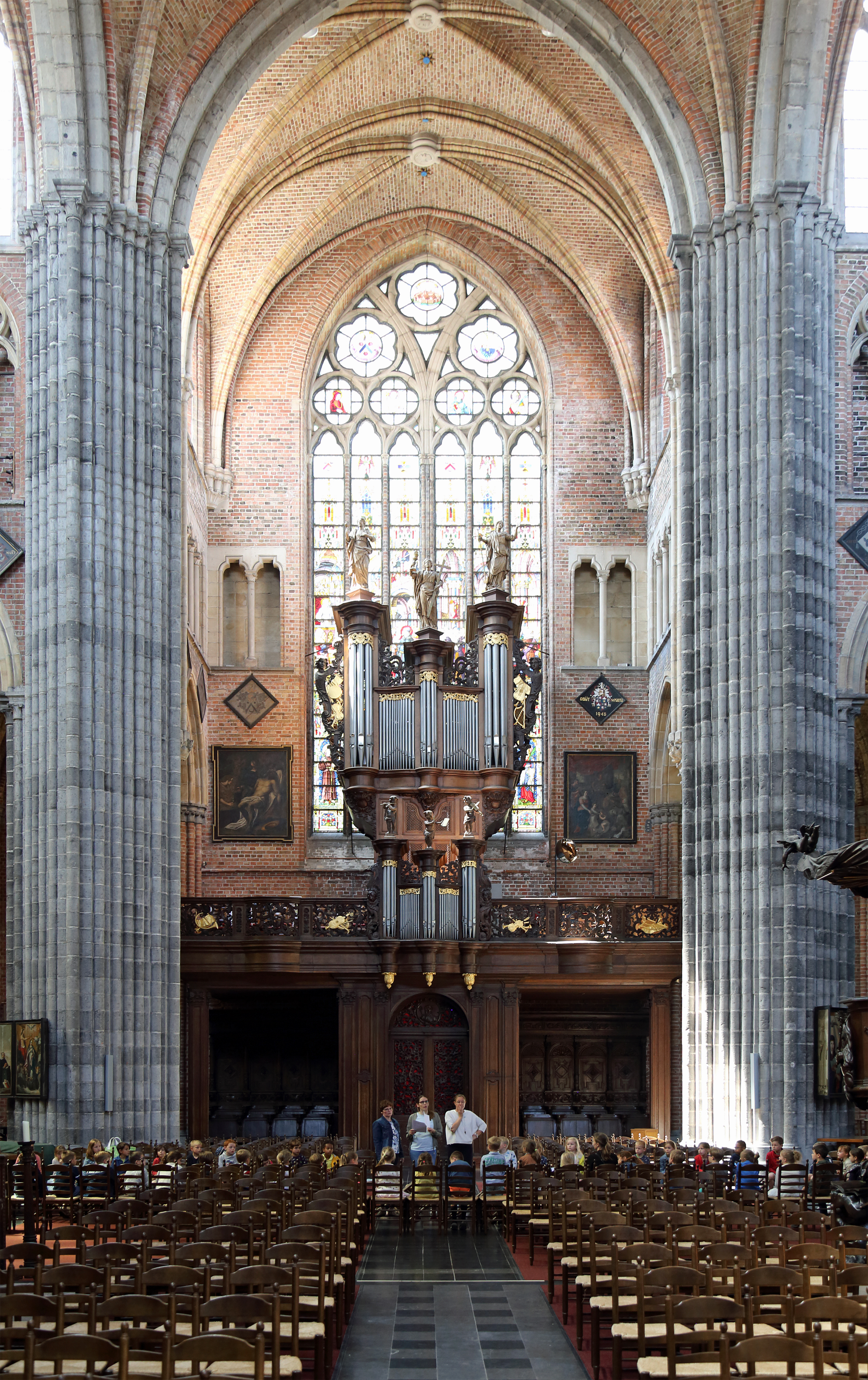
Zicht naar het doksaal
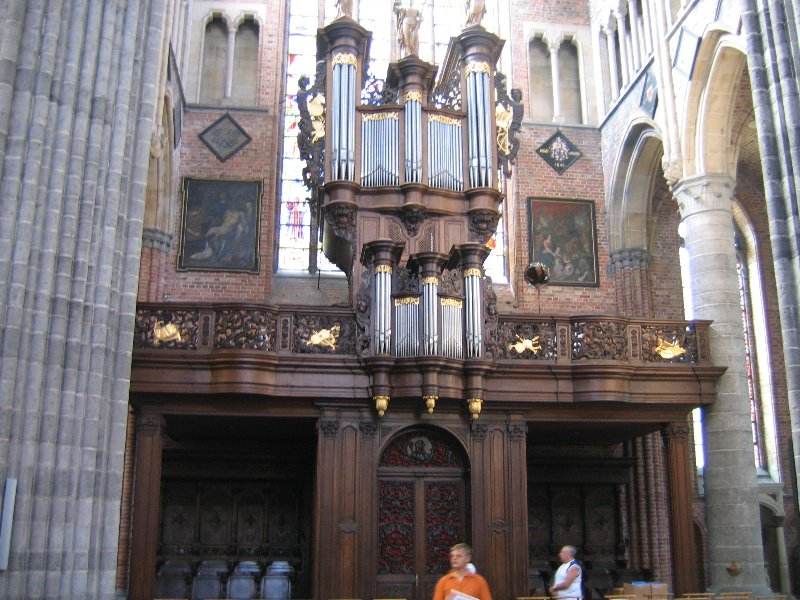
Detail oksaal en Orgel

### Kunstschatten
In de kerk hangt onder andere het schilderij Christus wast met zijn bloed de zielen uit het vagevuur vrij van Vigor Boucquet (Vlaamse Meesters in Situ) .

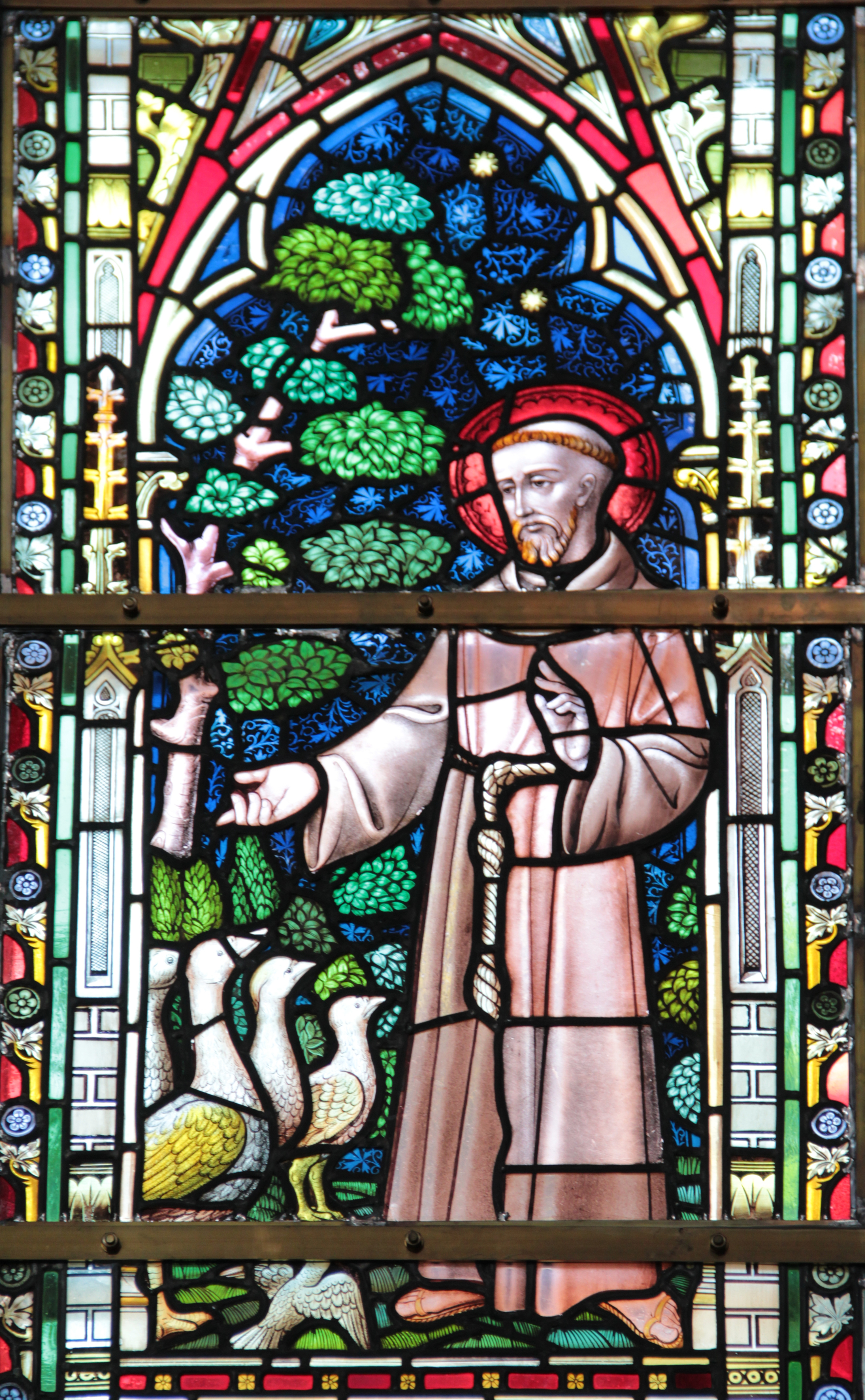
Gebrandschilderd raam met Sint-Franciscus
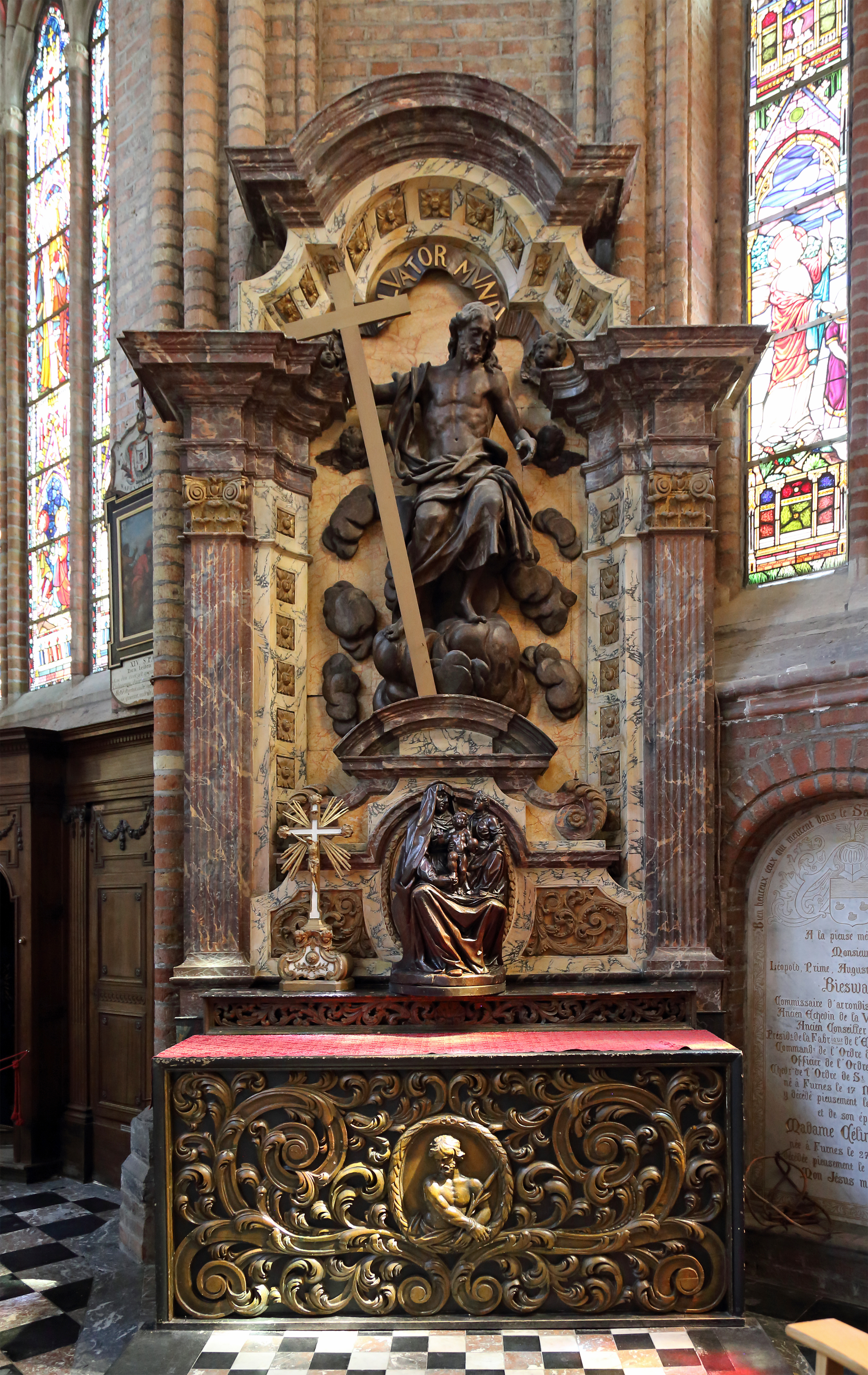
Barokaltaar
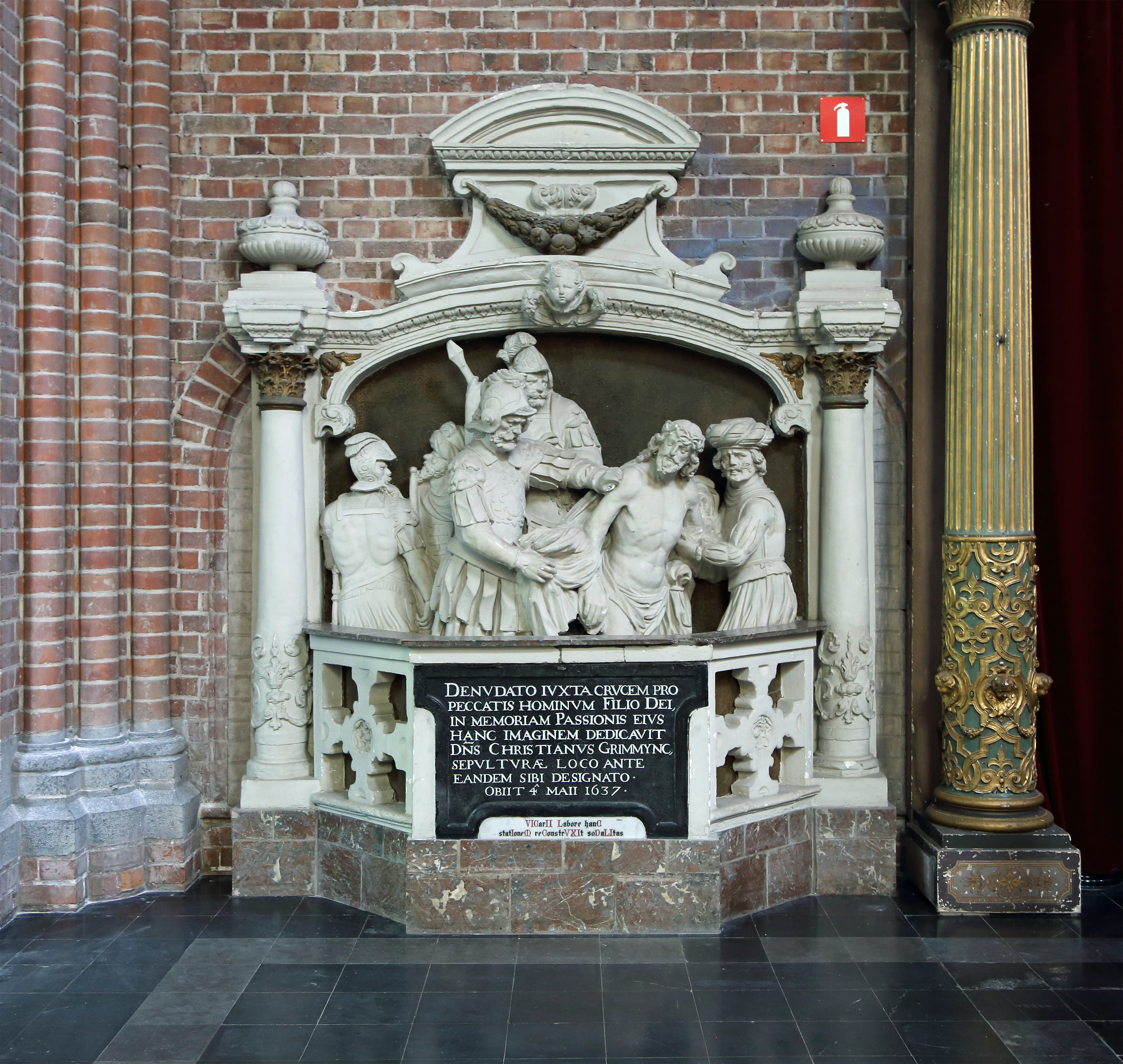
17e-eeuws grafmonument
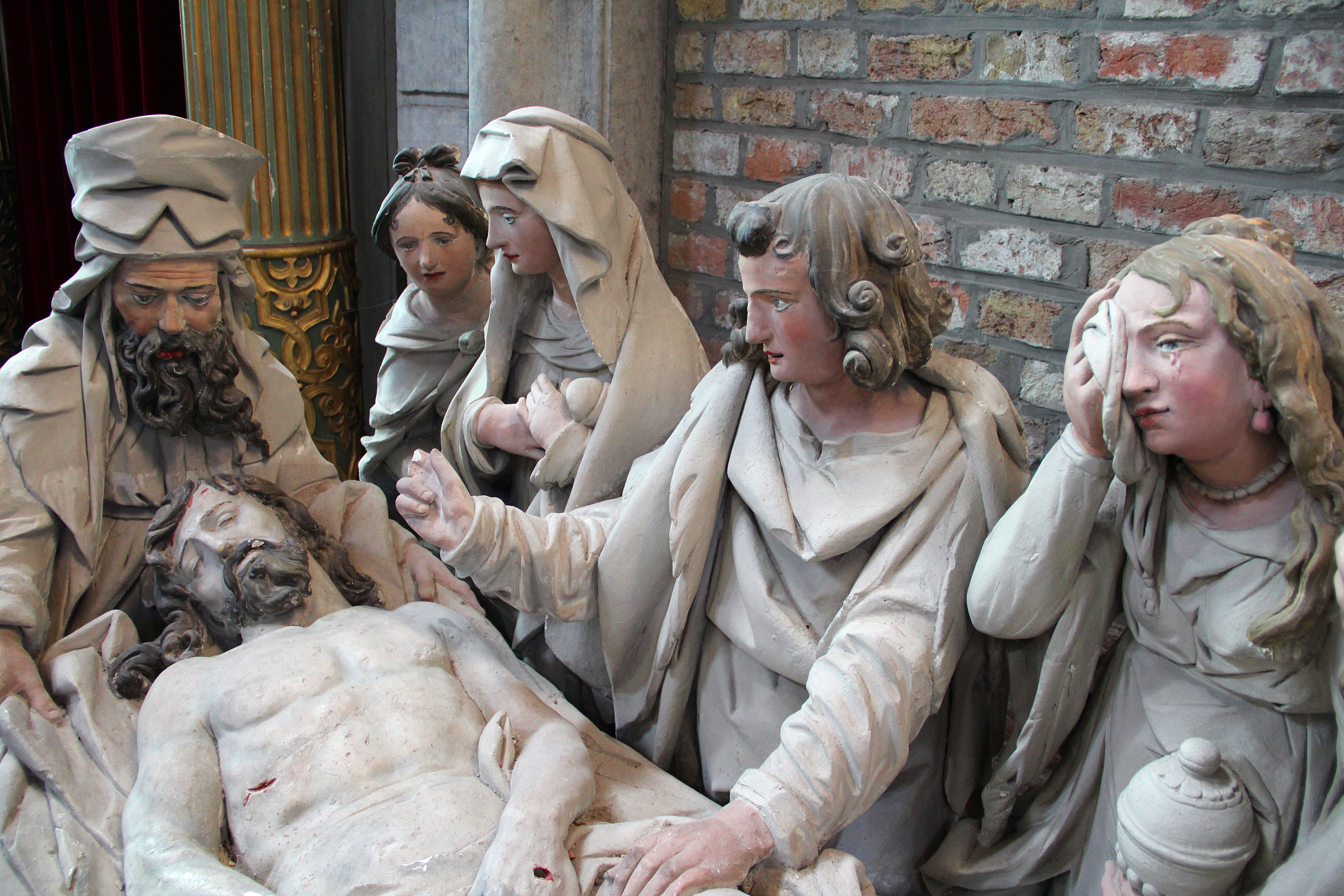
Graflegging van Christus

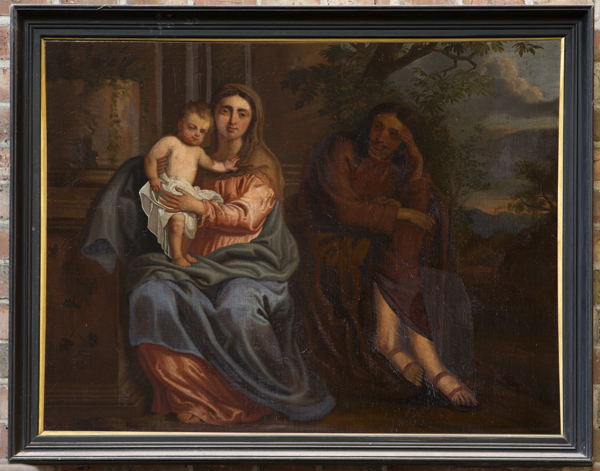
Madonna met kind
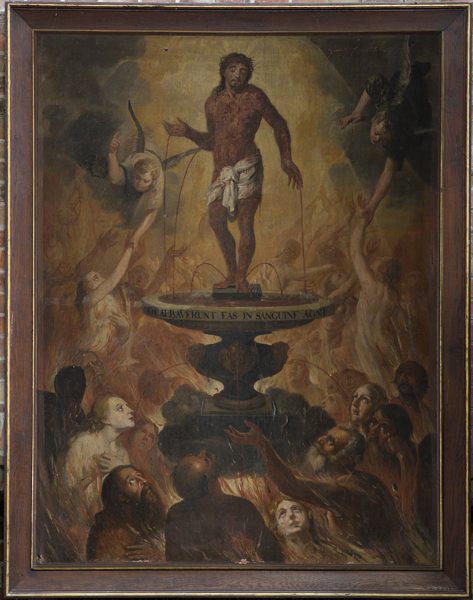
Christus wast met zijn bloed de zielen uit het vagevuur vrij
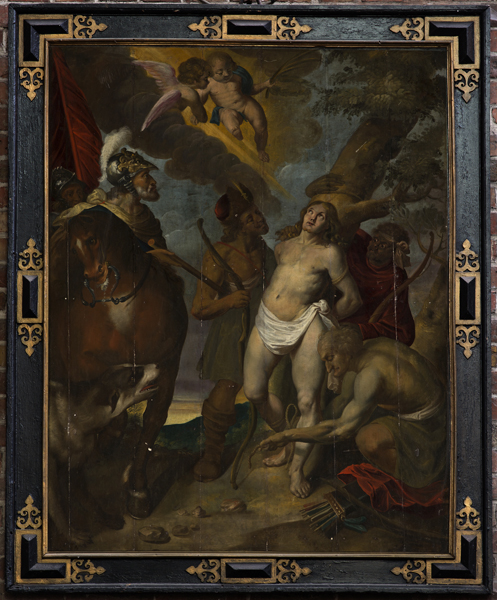
De heilige Sebastiasn
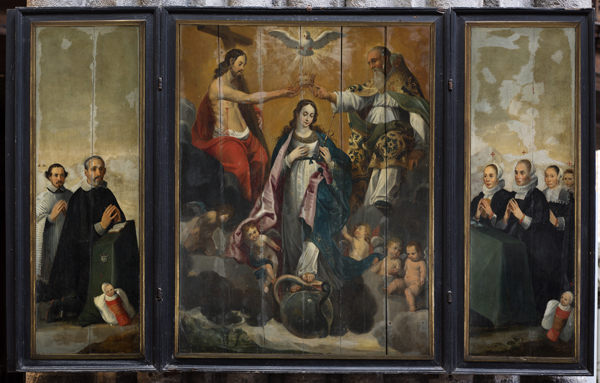
Kroning van Maria